# Saurer 3DUK-50

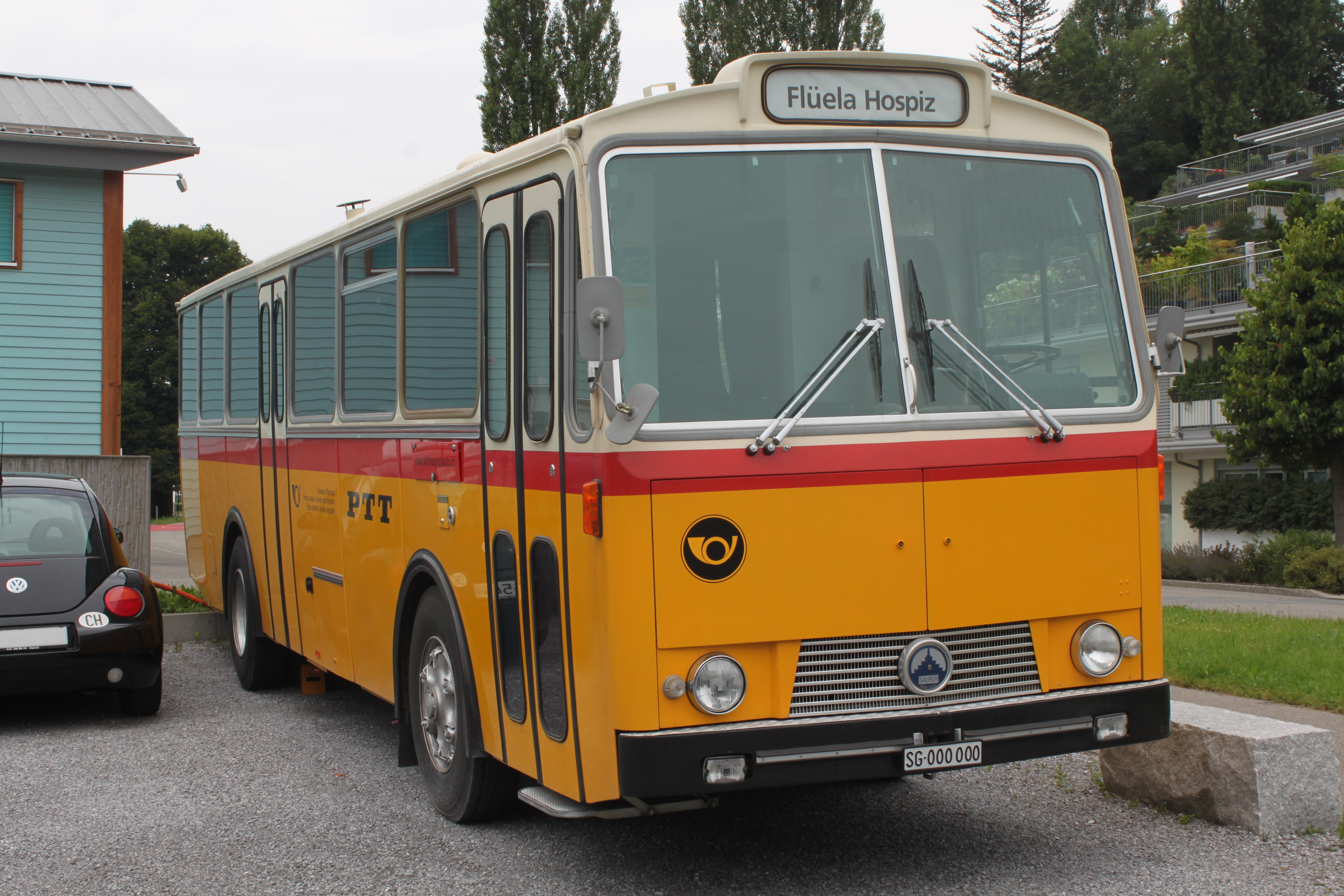
Saurer 3DUK-50

Der Saurer 3DUK-50 ist ein Omnibus-Typ IV-U des Herstellers Adolph Saurer AG, Arbon. Er wurde in einer Serienreihe von 74 Frontlenker-Postautos zwischen 1968 und 1973 hergestellt. Sie verkehrten unter den Immatrikulationen P-24600 bis P-24673.
Der 3DUK-50 ist der erste serienmässig linksgelenkte Postauto-Typ (ausser Reisebussen) der ehemaligen PTT-Betriebe in der Schweiz.
Dieses Fahrzeug kostete damals 140 000 Franken und war damit deutlich günstiger als sein Vorgängertyp, der letzte Alpenwagen IV-U von FBW, der noch 170 000 Franken gekostet hatte.
Neben Einsätzen im normalen Kursbetrieb wurden diese Fahrzeuge auch auf Linien mit Reisewagen-Ansprüchen (z. B. Eilkurs Chur-Bellinzona) eingesetzt.
Die Bezeichnung 3DUK-50 steht für: 3 für 2,3 Meter breit (sogenannte Alpenbreite), DieselUnterflurKompressor mit 5,0 Metern Radstand.

## Daten
Der Saurer 3DUK-50 wird von einem 6-Zylinder-Motor D1KU mit 11 940 cm³ Hubraum angetrieben.
| max. Leistung                  | 169 kW / 215 PS                                                                         |
| Verbrennungssystem             | Viertakt-Dieselmotor (4 Ventile pro Zylinder), direkte Einspritzung mit Doppelwirbelung |
| Einspritzreihenfolge           | 1-4-2-6-3-5                                                                             |
| max. Drehmoment (bei 1300/min) | 78 mkp (765 Nm)                                                                         |
| max. Volllastdrehzahl          | 2200/min                                                                                |

Kraftübertragung:
- Kupplung Daimler FK18-Flüssigkeitskupplung (hydrodynamischer Drehmomentwandler)
- Schnellganggetriebe FBW SP131, am Motor angeflanschtes, pneumatisch (ab 1972 elektro-pneumatisch) geschaltetes Planeten-Schnellgang-Getriebe (Typ Wilson)
- Haupt-Getriebe FBW PG51, pneumatisch (ab 1972 elektro-pneumatisch) geschaltetes Planeten-Schnellgang-Getriebe mit vier Vorwärts- und einem Rückwärtsgang (Typ Wilson)

Rahmen:
- Chassisrahmen mit Längsträger in U-Profil und eingeschweissten Rohrtraversen

Federung:
- Blattfedern an der Vorder- und Hinterachse mit Gummi-Zwischenfedern (Hohlfedern) und Stossdämpfern
- an der Hinterachse zusätzlich mit Stabilisator ausgerüstet

Bremsen:
- Fussbremse: Druckluft-Innenbacken-Zweikreisbremse mit je zwei Bremsbacken pro Rad, durch Trittplattenbremsventil gesteuert
- Handbremse/Feststellbremse: Federspeicherbremse
- Auspuffmotorbremse: Durch Schliessklappe im Auspuffrohr stufenweise ein- und ausschaltbare Staudruckbremse

Karosserie-Typ:
- Omnibus IV-U, Frontlenker, linksgelenkt

Türen:
- druckluftbetätigte Aussenschwingtüren mit pneumatisch von unten ausfahrenden Trittbrettern, Vordereinstieg vor der Vorderachse

Sitzplätze: 40+1 (Fahrer)